# 张晓龙 (足球运动员)
张晓龙（1989年1月9日—），中国足球运动员，司职后卫。

## 职业生涯
张晓龙职业生涯始于河北中基，2011年开始代表球队征战中乙联赛。2013年加盟中乙球队江西联盛。
赛季后，张晓龙于2014年加盟武汉宏兴征战中国足球业余联赛。2016年由于在足协杯主场对阵江苏苏宁的比赛中参与斗殴和冒名顶替而被中国足协处以终身禁止从事与足球有关的活动的处罚。